# Atlanta Classic
O Atlanta Classic foi um torneio masculino de golfe no PGA Tour, que foi disputado no estado da Geórgia, Estados Unidos, entre 1967 e 2008. AT&T foi o último patrocinador do torneio.